# 페놀류
페놀류는 방향족 탄화수소에 하이드록시기(-OH)가 붙은 화합물을 말한다. 가장 단순한 형태는 페놀(C6H5OH)이다.
알코올과 비슷한 성질을 가지지만, 하이드록시기가 포화 탄화수소에 결합된 것이 아니라서 알코올로 분류하지는 않는다. 벤젠 고리가 산소와 더 강하게 결합하고 산소와 수소 사이의 결합은 상대적으로 약해 산성을 띤다. 페놀류의 산성은 지방성 알코올과 카복실산의 중간 정도이다. 수소 양이온(H+)을 잃고 페놀산 음이온이 된다.

## 종류
- 페놀
- 살리실산
- 크레솔